# Pelle Petterson
Per Helmer „Pelle” Petterson (ur. 31 lipca 1932 w Sztokholmie) – szwedzki żeglarz i projektant jachtów. Jest synem Helmera Pettersona i urodzonej w Norwegii Borgny Petterson. Studiował projektowanie w Pratt Institute w Nowym Jorku od 1955 do 1957 roku. Projektował łodzie klasy maxi, które wciąż są wśród najpopularniejszych jachtów na szwedzkich wodach. W czasie kiedy był uczniem Pietro Frua, zaprojektował także samochód Volvo P1800.
Petterson miał trójkę dzieci.

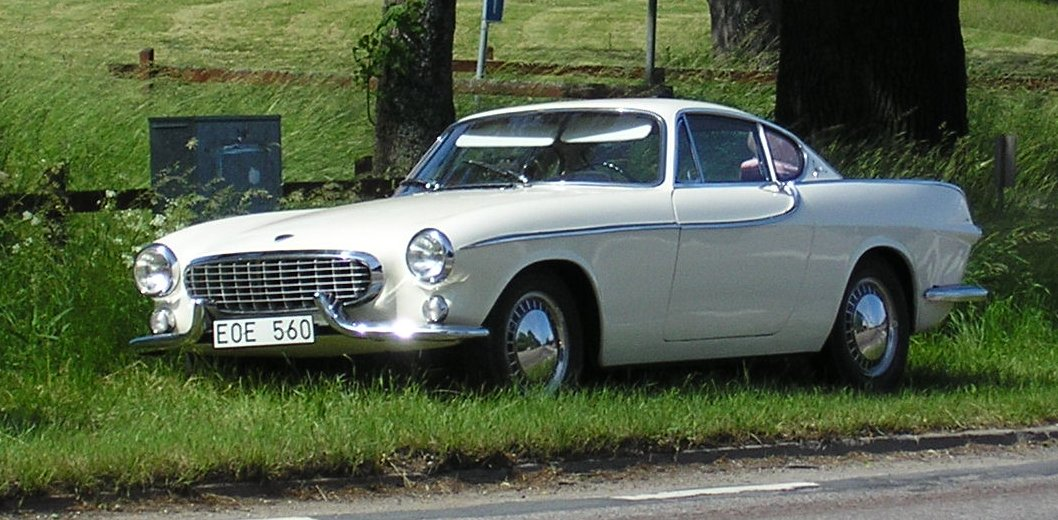
Volvo P1800, zaprojektowane przez Pettersona

Istnieje linia odzieży żeglarskiej i odzieży sportowej o nazwie Petterson, pod marką Pelle P., które zostały zaprojektowane przez jego córkę, Cecilię. Jego druga córka, Ulrika "Icka", mieszka w USA i jest żoną Paula Cayarda, amerykańskiego zawodowego żeglarza.

## Medale olimpijskie i trofea regatowe
Zdobył brązowy i srebrny medal olimpijski w klasie Star. Zdobył także medale Pucharu Świata w klasie Soling i kilka razy brał udział w Pucharze Ameryki.
Zdobył medale olimpijskie w klasie Star w 1964 i 1972 roku. Zdobył tytuł Mistrza Świata w klasie Star na mistrzostwach świata w 1969 w San Diego, USA. Był sternikiem szwedzkiego pretendenta w latach 1977 i 1980.

## Nagrody
14 maja 2004 r. Otrzymał nagrodę Swedish Business Award za wybitne osiągnięcia pierwszej klasy od Zachodniej Szwedzkiej Izby Przemysłowo-Handlowej (West Swedish Chamber of Commerce and Industry). Wśród poprzednich nagrodzonych jest laureat Nagrody Nobla Arvid Carlsson, założyciel Ikei Ingvar Kamprad oraz były prezes Volvo Pehr G. Gyllenhammar.
19 listopada 2004 otrzymał prestiżową nagrodę (KTH's Stora Pris) od Royal Institute of Technology w Sztokholmie.
8 czerwca 2010 otrzymał od króla Szwecji Karola XVI Gustawa królewski medal (12th size with a bright-blue ribbon) za osiągnięcia żeglarskie oraz projektowe (jachty).

## Osiągnięcia
| Rok  | Pozycja | Klasa | Zawody                                      |
| 1964 |         | Star  | Letnie Igrzyska Olimpijskie 1964 Tokio      |
| 1966 | 7       | Star  | Mistrzostwa Świata klasy Star Kilonia       |
| 1967 | 5       | Star  | Mistrzostwa Świata klasy Star Kopenhaga     |
| 1969 |         | Star  | Mistrzostwa Świata klasy Star San Diego     |
| 1970 | 13      | Star  | Mistrzostwa Świata klasy Star Marstrand     |
| 1971 | 7       | Star  | Mistrzostwa Świata klasy Star Puget Sound   |
| 1972 | 4       | Star  | Mistrzostwa Świata klasy Star Caracas       |
| 1972 |         | Star  | Letnie Igrzyska Olimpijskie 1972 Monachium  |
| 1973 | 8       | Star  | Mistrzostwa Świata klasy Star San Diego     |
| 1974 |         | Star  | Mistrzostwa Świata klasy Star Laredo        |
| 1976 | 8       | Star  | Mistrzostwa Świata klasy Star Nassau        |
| 1977 |         | 6 mR  | Mistrzostwa Świata klasy 6 metrów Marstrand |
| 1978 | 17      | Star  | Mistrzostwa Świata klasy Star San Francisco |
| 1979 | 6       | Star  | Mistrzostwa Świata klasy Star Marstrand     |
| 1979 |         | 6 mR  | Mistrzostwa Świata klasy 6 metrów Seattle   |
| 1983 |         | 6 mR  | Mistrzostwa Świata klasy 6 metrów Newport   |
| 1995 | 63      | Star  | Mistrzostwa Świata klasy Star Laredo        |
| 1998 | 89      | Star  | Mistrzostwa Świata klasy Star Portorož      |
| 2009 | 61      | Star  | Mistrzostwa Świata klasy Star Varberg       |